# Vontovorona
 (mai 2023).
Si vous disposez d'ouvrages ou d'articles de référence ou si vous connaissez des sites web de qualité traitant du thème abordé ici, merci de compléter l'article en donnant les références utiles à sa vérifiabilité et en les liant à la section « Notes et références ».
Vontovorona est une commune malgache située dans le district d'Antananarivo Atsimondrano, dans la région d'Analamanga à 18 Km au Sud-ouest de la capitale malgache.

## Étymologie
Vontovorona est le nom d’un petit mont volcanique inactif. « Vonto » signifie plein et « vorona » oiseau. Il y avait longtemps, de nombreux oiseaux habitaient les arbres de ce mont.

## Culture
La population de Vontovorona appartement à la tribu Merina, elle partage une culture commune avec les autres populations de l'ancienne province d'Antananarivo. Les fady (tabous) peuvent cependant différer. En effet, il y est interdit de cultiver l’oignon et d’y élever des chèvres. En été, il est défendu de se mettre sous l’abri du parapluie dans les rizières, mais également de faire sécher les linges aux abords de ces dernières.

## Éducation
La commune de Vontovorona abrite depuis 1991 l'École supérieure polytechnique d'Antananarivo. Les infrastructures et les installations électriques sont vétustes, ce qui cause 3 incendies en 10 ans, les bâtiments détruits par les flammes en 2013 et 2017 ne sont pas reconstruits.

## Sports
On retrouve à l'ouest de la commune le Complexe sportif CNaPS dont le stade de football accueil des matchs à domicile du CNaPS Sport, évoluant en première division malgache. Le complexe accueille de nombreuses épreuves des Jeux des îles de l'océan Indien 2023.

## Économie
Le secteur primaire y domine :
- Les gens travaillent aux champs. Cela concerne les cultures vivrières
- Ils cultivent du riz en été
- Pendant l’hiver, ils construisent des briques

## Géographie
Avant l’année 1980, le village est encore moins peuplé et moins reconnu. Il y avait très peu d’habitants. Depuis l’année 1980, le village ne cesse de progresser. L’État y construisait l’Université Polytechnique. Il y a des étrangers qui étudient là.
Il y a aussi des écoles primaires et secondaires publiques et privées ainsi que des lycées privés. Des centres pour les enfants et les familles démunis (ONG).

## Vontovorona actuellement
De nombreux centres de loisirs privés attrayants et reconnus (Le stade international de la CNAPS, parcs Rano fy, Vohitriniaina, Falafa, Oasis, Les hérons, Miala voly, Domaine de Manou Les Pins, Mandan’ny Diavolana, Green Club...). Des immigrants viennent s’y installer. La population augmente, le village s’élargit. Maintenant, il y a environ 15 000 habitants.